# Pieve di San Bartolomeo a Pomino
La pieve di San Bartolomeo a Pomino è una chiesa nel comune di Rufina.

## Storia e descrizione
Ricordata nel 1103 tra le pievi attribuite alla diocesi di Fiesole, nonostante alcuni interventi degli anni Trenta del XX secolo mostra ancora intatti i caratteri romanici.
Lo schema è a tre navate con unica abside semicircolare decorata da un ricorso di arcatelle di fattura piuttosto rozza, che contrasta con la perfetta esecuzione di molti dei particolari architettonici. Il capitello della colonna di destra, decorato a testine antropomorfe angolari e rosette, risale al XII secolo.
All'interno si conservano una terracotta invetriata della bottega di Andrea della Robbia, la Madonna incoronata col Bambino, san Bartolomeo e san Francesco; e una tavola quattrocentesca con la Madonna col Bambino e santi attribuita al Maestro di San Miniato.